# Christian Speyer

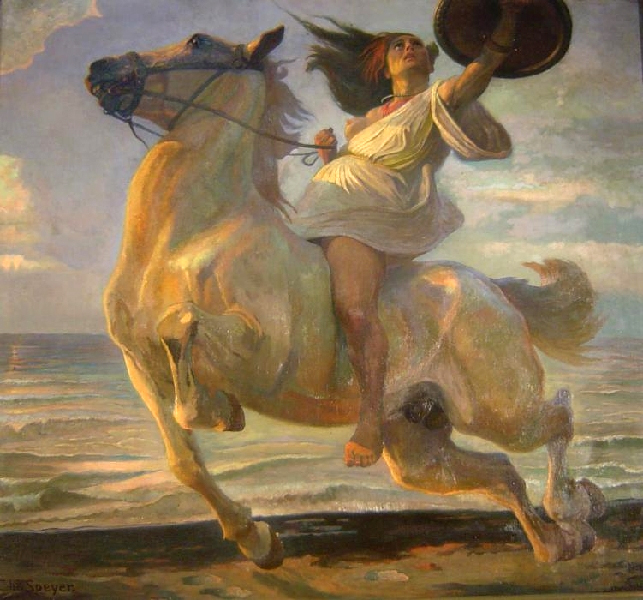
„Amazone“ von Christian Speyer

Christian Georg Speyer (* 21. Februar 1855 in Vorbachzimmern; † 5. Oktober 1929 in Stuttgart) war ein deutscher Historien- und Pferdemaler.

## Leben
Christian Speyer entstammte einer Pfarrerfamilie. In Fortsetzung der Familientradition besuchte er von 1869 bis 1873 das evangelisch-theologische Seminar in Blaubeuren. 1873 wurde er in das Evangelische Stift in Tübingen aufgenommen. Unter dem Eindruck einer Reise zur Weltausstellung nach Wien beschloss er, gegen den Widerstand der Eltern, die künstlerische Laufbahn einzuschlagen. Er studierte ab 1873 Malerei an der Königlichen Kunstschule Stuttgart bei den Historienmalern Bernhard von Neher und Carl von Häberlin. Nach dem Studium unternahm er 1881 mit Hilfe eines Stipendiums eine Studienreise nach Italien (Rom, Sizilien).
In Begleitung des Afrikaforschers Gustav Nachtigal kam er nach Nordafrika. In Tunis fand er eine Wohnung im Hause des britischen Konsulats. Dort widmete er sich der Pferdemalerei. Danach kam er heim nach Stuttgart und wurde Mitglied des dortigen Vereins zur Förderung der Kunst. 1883 siedelte er nach München über. Er arbeitete als Illustrator für Zeitschriften wie die Gartenlaube und die Illustrierte Zeitung, als Buchillustrator sowie als Hilfslehrer an der Zeichenschule. Er illustrierte unter anderem Kriegs- und Militärbücher, darunter „Unser Volk in Waffen“ von Bernhard von Poten und zahlreiche Bände der „Illustrierten Schlachtenschilderungen“ aus dem Deutsch-Französischen Krieg von Carl Bleibtreu. Auch bei seinen Gemälden wandte er sich zunehmend Militär- und Schlachtenszenen zu. 1891 entwarf er das Plakat für die Münchener Jahresausstellung im Glaspalast.
Speyer gehörte zu den Gründungsmitgliedern der Münchener Secession. 1885 und 1887 unternahm er Studienreisen nach Berlin und 1887 Paris. Im Jahr 1901 wurde Speyer zum Professor für Zeichnen an der Königlichen Akademie der bildenden Künste in Stuttgart berufen, wo er bis zum Eintritt in den Ruhestand 1924 tätig blieb. Seine Aufgabe war in erster Linie die zeichnerische Grundausbildung der Studenten.
Christian Speyer war Mitglied im Deutschen Künstlerbund.